# 김나연 (성우)
김나연(1967년 2월 3일 ~ (음력 12월 24일 ~ ))은 한국의 여자 성우다. 1995년 투니버스 1기 공채 성우로 데뷔하였다.

## 개요

### 성우가 된 계기
내레이션을 하고 싶어 내레이션에 관련된 분야를 알아보다가 '성우'라는 직업을 알게 되었다고 한다.

## 출연작

### 애니메이션
- 오! 나의 여신님 (투니버스) - 차윤주
- 환상게임 (투니버스) - 유유
- 총몽 (투니버스) - 티렌
- 꽃보다 남자 (투니버스) - 권민형
- 마루코는 아홉살 (투니버스) - 엄마(사무라 스미레)/유즈
- 신비의 세계 엘하자드 (투니버스) - 디바
- 신비한 별의 쌍둥이 공주 (투니버스) - 쉐이드 / 이클립스
  - 신비한 별의 쌍둥이 공주 꼬옥! (투니버스) - 쉐이드
- 엠마 - 영국 사랑 이야기 (투니버스) - 켐벨 부인
- 여기는 공원 앞 파출소 (투니버스) - 카트린
- 어벤져 (애니맥스) - 웨스터
- 발명왕 트레이시 (MBC 무비스) - 심사위원2
- 프란체스코의 아름다운 세상 (투니버스) - 비트리스
- 우주에서 온 모자코 (투니버스) - 병태
- 엄지공주의 모험 (투니버스)
- 커렉터 유이 (애니원) - 엄마
- 사무라이 참프루 (투니버스) - 사라
- 명탐정 코난 (투니버스) - 김숙희
- 꼬마 마법사 레미 비바체 (투니버스) - 천 선생님/옛날 여왕님
- 상상꾸러기 모나 (투니버스) - 안젤라
- 대운동회 OVA (투니버스) - 조안
- 기동경찰패트레이버 (투니버스) - 김혜경
- 게쉬탈트 (투니버스) - 스칼라
- 기신병단 (투니버스) - 참모
- 드래곤 파이터 (투니버스) - 래커드
- 드래곤 파이터 2 (투니버스) - 래커드
- 러브 칵테일 (투니버스) - 세나
- 레인 (투니버스) - 이와쿠라 미호
- 마스터 키튼 (투니버스) - 테레사
- 말짱 꽝돌이 (투니버스) - 대웅
- 사랑은 정말 (투니버스) - 김세화
- 바벨2세 (투니버스) - 주주, 바벨2세(훈)
- 보노보노 (투니버스) - 고래엄마, 비버 아줌마, 큰 곰 아줌마
- 은하철도999 (투니버스) - 철이엄마, 라우로엄마, 섀도우
- 신의 괴도 잔느 (투니버스) - 액세스 타임
- 여기는 공원앞 파출소) 투니버스 - 카트린
- 웨딩피치DX (투니버스) - 세리스
- 우주에서 온 모자코 (투니버스) - 병태
- 오거스 02 (투니버스) - 씰
- 오스카 오케스트라 (투니버스) - 실비아
- 여신전사 (투니버스) - 라도우
- 전설의 마법 쿠루쿠루 (투니버스) - 레이드
- 장화신은 고양이 (투니버스) - 공주
- 유적탐험대 팜앤일 (투니버스) - 라이사
- 천공전사 젠키 (투니버스) - 수해, 칼마
- 출동! 12레인저 (투니버스) - 해커드(검은마왕)
- 첼로켜는 고슈 (투니버스) - 어미쥐
- 클램프 학원 탐정단 (투니버스) - 이사장
- 클로버 4/3 (네오필름) - 이서정
- 탐정학원 Q (투니버스) - 가타기리 시노
- X사건 미녀탐정 (투니버스) - 기을희
- 버드나무 사이로 부는 바람 (투니버스)
- 로봇전사 감마 (투니버스) - 나대로
- 영원의 나라 게쉬탈트 (투니버스) - 스칼라
- 초인 로크 - 신세기 블루스 (투니버스) - 아젤리아
- 엄마는 4학년 (투니버스) - 동칠
- 헤라클레스 (KBS)
- 이트맨 (투니버스) - 거트
- 루팡 3세 (투니버스)
- 최유기 리로드 (투니버스) - 엄마
- 동쪽의 에덴 (투니버스) - 접수
- 몬스터 (투니버스) - 리하르트 전처
- 무적용사 사자왕 (투니버스) - 로즈
- 바벨 2세 (투니버스) - 주주
- 트랄라의 마술수첩 (투니버스) - 트랄라
- 정상을 향하여 (투니버스) - 차미란 / 임수경
- 신비아파트 고스트볼Z: 어둠의 퇴마사 - 은영의 할머니

### 외화
- 다이노 댄 (투니버스) - 한 선생
- 해리포터와 마법사의 돌 - 이모

### 영화
- 젠 엑스 캅 (SBS) - 헤이즈(옥숙미)
- 귀를 기울이면 - 츠키시마 시호
- 해리포터와 아즈카반의 죄수 (SBS)

### 게임
- 두근두근 메모리얼 - 키리사기 미오
- 센티멘탈 그래피티 - 신유미(야마모토 루리카)
- 창세기전 외전2 - 템페스트 - 제인 쇼어
- 테일즈 오브 데스티니2 - 신인 폴투나
- 스타프로젝트 온라인 - 한수현